# Marí Cruz Díazová
Marí Cruz Díazová (nepřechýleně Mari Cruz Díaz García) (24. října 1969 Barcelona) je bývalá španělská španělská atletka, mistryně Evropy v chůzi na 10 km z roku 1986.
Svého největšího úspěchu dosáhla v 17 letech, když se v roce 1986 ve Stuttgartu stala mistryní Evropy v chůzi na 10 kilometrů. O rok později v Římě skončila na stejné trati čtvrtá. V roce 1988 vybojovala bronzovou medaili v závodě na 3000 metrů chůze na evropském halovém šampionátu. Dalších medailových úspěchů už nedosáhla, její osobní rekord na 20 kilometrů chůze 1:32:10 pochází z roku 2003.